# Robert Henri
Robert Henri, född 1865, död 1929, var en amerikansk målare.
Henri utbildade sig i Paris 1888–1891, där han påverkades av den europeiska realistiska traditionen, särskild av Édouard Manet. När han kom tillbaka till hemstaden Philadelphia var han övertygad om att det var så konstnärerna borde måla. Han hade ett nära samarbete med tidningstecknarna George Luks, Everett Shinn, John Sloan och William Glackens, och tillsammans utgjorde de kärnan i The Eight, senare känd som Ashcan School.
Ett av Henris huvudverk är West 57th Street, New York (1902, University Art Gallery, Yale). Han målade också goda porträtt. Han spelade en betydande roll som konstorganisatör och lärare vid modernismens genombrott i USA.